# Addison Mizner
Addison Cairns Mizner (12 de dezembro de 1872 - 5 de fevereiro de 1933) foi um arquiteto americano cujas interpretações de estilo mediterrâneo e colonial espanhol deixaram uma marca indelével no sul da Flórida, onde continua a inspirar arquitetos e incorporadores imobiliários. Na década de 1920, Mizner era o arquiteto americano vivo mais conhecido e discutido.  Palm Beach, Flórida, que ele "transformou", era sua casa, e a maioria de suas casas estão lá. Ele acreditava que a arquitetura também deveria incluir design de interiores e jardins, e criou a Mizner Industries para ter uma fonte confiável de componentes. Ele era "um arquiteto com uma filosofia e um sonho".  Boca Raton, Flórida, uma pequena cidade agrícola não incorporada fundada em 1896, tornou-se o foco do projeto de desenvolvimento mais famoso de Mizner.